# F 값

조리개를 줄이면 f값이 늘어난다. 각 조리개는 이전의 광집량의 절반이다. 조리개의 실제 크기는 렌즈의 초점거리에 따라 달라질 수 있다.

광학에서 f값은 기본적으로 (렌즈의 초점거리)/(입사동공의 직경)으로 계산된다. 입사동공은 렌즈의 앞에서 본 조리개의 상을 말한다. 조리개의 지름이 커지면 f값은 작아지고, 빛이 모이는 양은 많아진다(즉 밝아진다). 초점거리가 길어질수록 같은 f값을 유지하기 위한 렌즈의 지름이 커져서 f값을 작게 제조하기 힘들어진다.

## 계산식
f값 f/#는 {\displaystyle N}으로 표기하며 이를테면 다음과 같다.
{\displaystyle f/\#=N={\frac {f}{D}}\ }
여기서 {\displaystyle f}는 초점거리이고 {\displaystyle D}는 입사동공 지름의 길이이다. 관습적으로 "f/"의 형태로 쓰이는데 이는 비율을 수학적 형태로 표기한 것이다.

## 화질에 미치는 영향
피사계 심도는 아래의 사진과 같이 f값으로 늘릴 수 있다. 낮은 f값으로 사진을 찍으면 초점을 맞춘 피사체 주변에 여백을 남기면서 피사체만 살리는 경향을 보여 준다. 이것은 주로 초상화나 자연 사진, 또 특정한 특수 효과에 유용하다. f값에 따른 피사체의 심도 변화는 주변 변수에 따라 달라질 수 있다. 이를테면 초점의 길이, 물체의 거리, 필름의 종류, 사진을 찍는 데 쓰이는 센서를 들 수 있다.

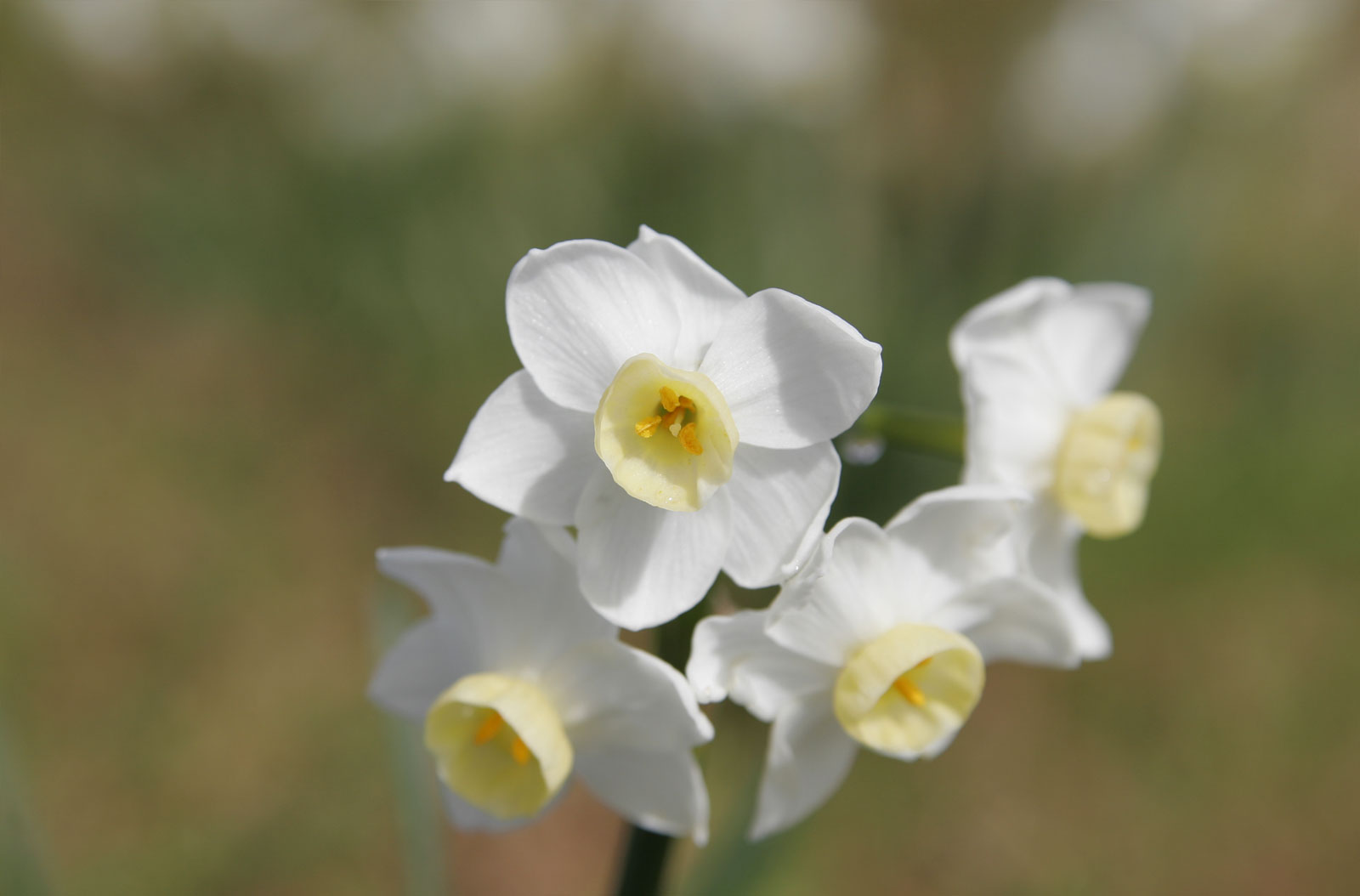
f/5
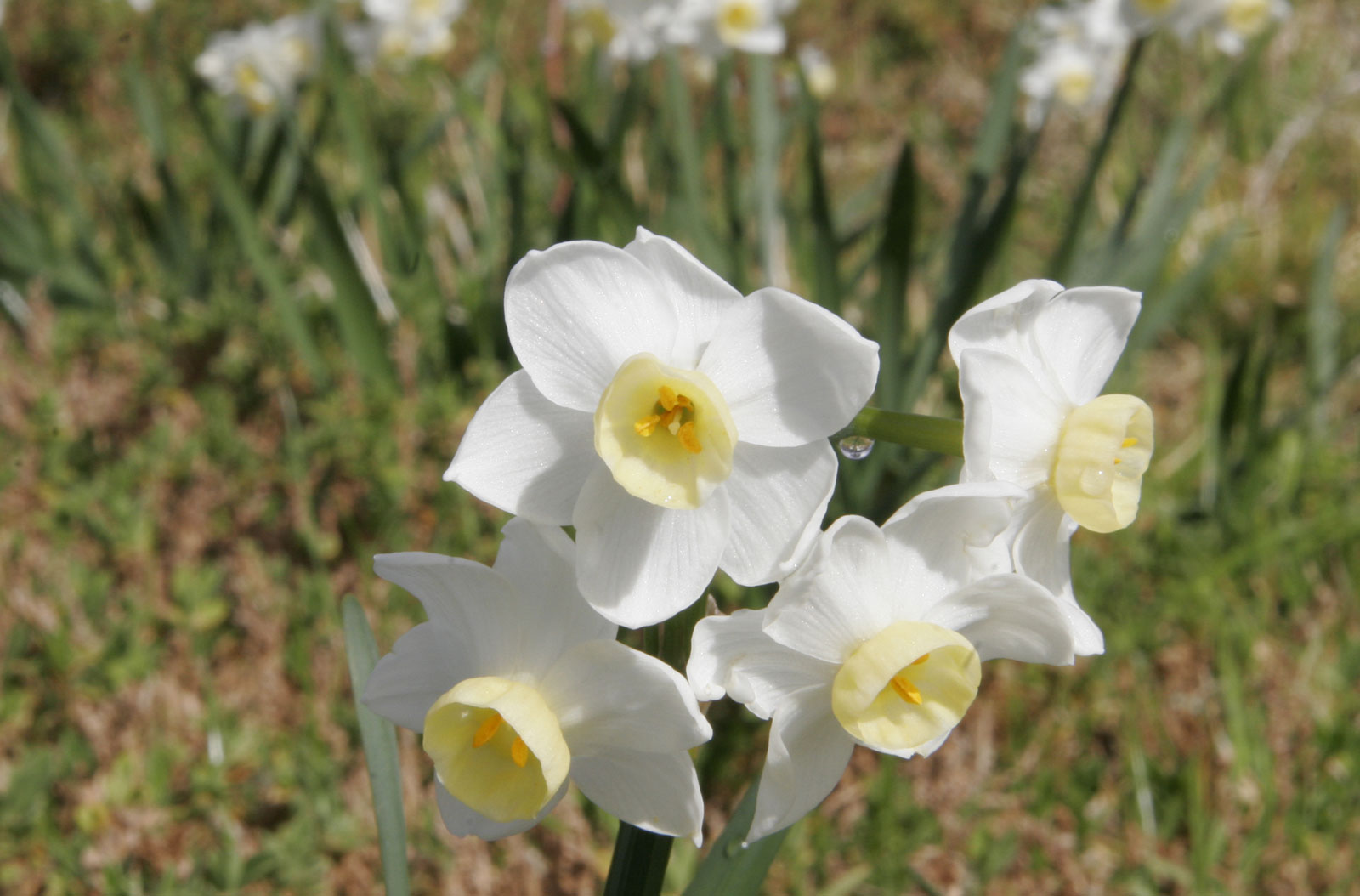
f/32

## 같이 보기
- 망원경
- 셔터 속도
- 조리개
- 입사동공

## 참고 문헌
- 한승희 (2016). 〈사진의 원리〉. 《사진측량 및 원격탐측개론》. 구미서관.